# Fleet Admiral

Gradbeteckning och ärmgaloner för Admiral of the Fleet i Storbritanniens flotta..

Fleet Admiral eller Admiral of the Fleet är en femstjärnig grad i den engelskspråkiga världen, såsom den brittiska och amerikanska flottan.

## Storbritannien
Den brittiska graden brukade ges till Förste sjölorden vid hans avsked och fungerade fram till 1990-talet som tjänstegrad för försvarschefen om denne tillhörde flottan. Vidare gavs den till amiraler som med heder fört befäl i krig. Graden Admiral of the Fleet och dess motsvarigheter i armén (Field Marshal) och flygvapnet (Marshal of the Royal Air Force) används för närvarande inte annat än som hedersgrader till medlemmar av kungahuset.

## USA

Kragmärke överst med ärm och axelklaff nedan för en Fleet Admiral i USA:s flotta.

I USA instiftades graden som Fleet Admiral under andra världskriget 1944. Den begränsades till att kunna innehas av fyra personer. Presidentens stabschef William Leahy, chefen för marinstaben Ernest King och Stillahavsflottans chef Chester Nimitz var självskrivna. Frågan, som väckte en del kontroverser, var vilken av de bägge främsta sjögående amiralerna, William Halsey, Jr. eller Raymond A. Spruance, som skulle bli den fjärde. Delvis tack vare politiskt stöd i kongressen befordrades Halsey i december 1945.